# Abd ar-Rahman II.

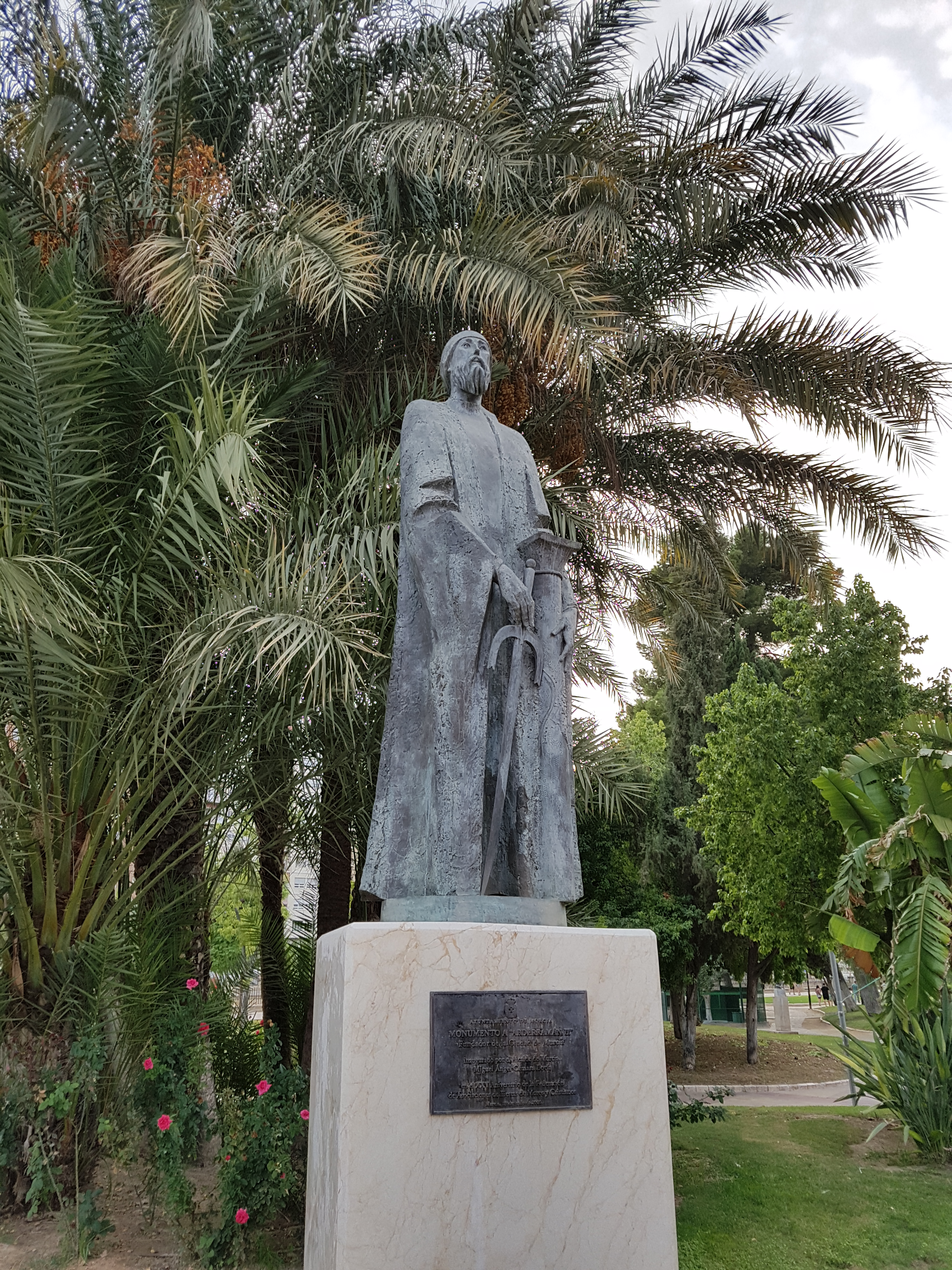
Statue Abd ar-Rahmans in Murcia

Abd ar-Rahman II. (arabisch عبد الرحمن بن الحكم, DMG ʿAbd ar-Raḥman ibn al-Ḥakam, auch Abd ar-Rahman ibn al-Hakam, spanisch Abderramán; * 792 in Toledo; † 22. September 852 in Córdoba) war vierter Emir von Córdoba aus der Dynastie der Umayyaden (822–852). Es war vor allem sein Werk, einen am Vorbild der Abbasiden orientierten, zentralistischen muslimischen Einheitsstaat zu schaffen, in dem auch die Wirtschaft florierte.

## Leben
Abd ar-Rahman II. war ein Urenkel von Abd ar-Rahman I. Am 21. Mai 822 folgte er seinem Vater al-Hakam I. gemäß dessen Willen in der Herrschaft über das Emirat von Córdoba. Bald nach seiner Thronbesteigung machte ihm sein Großonkel Abdallah ibn Abd ar-Rahman al-Balansi die Herrschaft streitig. Abdallah warb um große Geldsummen eine Armee aus den Berber-Stämmen in der Gegend von Tanger und landete mit ihr 823 in Algeciras, wurde aber von Abd ar-Rahman II. geschlagen und zog sich, von diesem verfolgt, nach Valencia zurück. Schließlich unterwarf sich Abdallah dem Emir, und Abd ar-Rahman II. verzieh ihm und ernannte ihn 824 sogar zum Statthalter von Todmir. Abdallah starb im folgenden Jahr.
825 gründete Abd ar-Rahman II Murcia, das den früheren Hauptort der Levante, Ello, ersetzen sollte. 826 entsandte er ein Heer in die Spanische Mark (heute Katalonien), die damals von Bernhard von Septimanien beherrscht wurde. Ludwig der Fromme hatte nämlich 821 den Mauren den Krieg erklärt; ein von diesem Kaiser beleidigter Gote namens Aizón hatte aber die unzufriedenen Katalanen zu den Waffen gerufen und sich mit Abd ar-Rahman II. gegen die Franken vereinigt. Zu spät zog Pippin, des Kaisers Sohn, mit einem Heer über die Pyrenäen. Die Verbündeten hatten bereits die meisten Plätze in Katalonien, wie Tortosa und Tarragona, bis auf Barcelona und Girona, erobert, und das Hauptquartier von Abd ar-Rahmans Feldherrn befand sich in Saragossa. Pippin kehrte unverrichteter Dinge zurück, da sich bei seiner Ankunft die Truppen des Emirs bereits wieder zurückgezogen hatten.
Daraufhin führte Abd ar-Rahman II. 828 sein Heer gegen Mérida, das sich empört hatte. Die Stadt fiel nach hartnäckigem Widerstand 832 in seine Gewalt. Hierauf revoltierte Toledo. Abd ar-Rahmans Truppen wurden zweimal geschlagen; er selbst musste die Belagerung aufheben. Endlich bemächtigte sich sein Feldherr Velid 837 der Stadt, worauf der Emir eine neue Zitadelle bauen ließ, welche die Stadt beherrschte. Abd ar-Rahman II. nahm auch den Kampf gegen die christlichen Länder an den Grenzen von al-Andalus wieder auf und führte öfters, teilweise persönlich, Kriege gegen das Königreich Asturien, so etwa um 846 gegen König Ramiro. Ferner ordnete er in regelmäßigen Abständen militärische Auseinandersetzungen mit dem baskischen Reich von Pamplona an;
Der byzantinische Kaiser Theophilos sandte 840 eine Gesandtschaft zu Abd ar-Rahman II., um die Rückgabe des vom andalusischen Abenteurer Abu Hafs Umar al-Balluti besetzten Kreta zu fordern. Er erhielt zwar eine abschlägige Antwort, aber eine Delegation aus Córdoba, zu deren Mitgliedern der Dichter al-Ghazal gehörte, ging damals nach Konstantinopel. Daneben baute der Emir auch freundschaftliche Beziehungen zu einigen Fürstentümern im Maghreb, besonders zu den Rustamiden und Salihiden, auf.
844 erfolgte ein Angriff der Normannen auf das Emirat von Córdoba. Zuerst attackierten die Normannen Lissabon, segelten dann mit ihrer Flotte den Guadalquivir von seiner Mündung an flussaufwärts und plünderten Sevilla und dessen Umgebung. Abd ar-Rahman II. führte einen Gegenschlag, und nach einem blutigen Kampf gelang ihm im November 844 die Rückeroberung Sevillas von den Normannen. In der Folgezeit wurden deshalb Heer und Flotte verstärkt, um weitere Plünderungen verhindern zu können.
In den 850er Jahren lösten mozarabische Christen in Córdoba und Toledo einen religiösen Konflikt mit den muslimischen Machthabern aus. Etliche von ihnen wurden wegen Schmähung des Islams und seines Propheten hingerichtet; sie werden als Märtyrer von Córdoba bezeichnet. Die beiden Hauptfiguren Eulogius von Córdoba und Paulus Álvarus dokumentierten als zeitgenössische Autoren diese Ereignisse, doch fehlt eine entsprechende arabische Parallelüberlieferung. Anscheinend hatten damals die Islamisierungstendenzen im Emirat stark zugenommen, und einige sorgten sich um den Erhalt einer eigenständigen christlichen Gemeinde. Diese religiösen Unruhen dauerten bis in die Regierung von Abd ar-Rahmans Sohn und Nachfolger Muhammad I. fort.
Abd ar-Rahman II. widmete sich während seiner Regierungszeit auch der Förderung von Kunst und Literatur nach orientalischem Muster. Besonders interessierte ihn Philosophie, Medizin, Astronomie, Dichtung und Musik. Abbas ibn Firnas und al-Ghazal gehörten zu seinen Hofdichtern. Der auf seine Einladung hin aus Bagdad anreisende berühmte Musiker und Sänger Ziryab kam bereits 822 nach Córdoba, wo er eine Tonschule gründete. Unter Abd ar-Rahman II. wurde auch das persische Hofzeremoniell in Córdoba eingeführt. Der Emir hielt sich einen Harem; angeblich hatte er 45 Söhne und 42 Töchter.
Zur Finanzierung der Kulturförderung erfolgte eine Reorganisation der Verwaltung und der Finanzen nach dem Vorbild entsprechender Institutionen bei den Abbasiden. Es wurden staatliche Monopole für die Münzprägung festgelegt. Abd ar-Rahman II. galt auf Grund der blühenden Wirtschaft von Al-Andalus als einer der reichsten muslimischen Herrscher seiner Zeit. Unter ihm wurde Córdoba erheblich ausgebaut und erhielt eine Wasserleitung mit bleiernen Röhren. Auch die Große Mezquita de Córdoba wurde in die Bauarbeiten mit einbezogen (833–848).
Die letzten Lebensjahre von Abd ar-Rahman II. waren von Palastintrigen überschattet, die u. a. seine Konkubine Tarub anstiftete. Nach seinem Tod 852 wurde sein Sohn Muhammad I. (852–886) Emir von Córdoba.

## Als Dichter
Ist Allah je eine besser Werk gediehn

seit er die Schöpfung schuf, als diese junge Maid?

Auf ihren Rosenwangen blüht Jasmin,

der einen Garten übertrifft an Herrlichkeit.

Ach, könnt ich ohne Herz und ohne Augen leben,

ich risse sie heraus und hängte sie voll Lust

– dem Halsband gleich, das ich ihr jüngst gegeben –

um ihren Nacken und um ihre Brust.